# الوود (نیوجرسی)
الوود (به انگلیسی: Elwood) یک منطقهٔ مسکونی در ایالات متحده آمریکا است که در نیوجرسی واقع شده‌است. الوود ۸٫۳۰۴ کیلومتر مربع مساحت و ۱٬۴۳۷ نفر جمعیت دارد و ۲۷ متر بالاتر از سطح دریا واقع شده‌است.